# 松下俊彦
松下 俊彦（まつした としひこ、1963年（昭和38年）4月26日 - ）は新宿区歌舞伎町出身のサウンドデザイナー・選曲・音響効果・作曲・音楽制作者である。
1983年オフィスGに入社、伊藤元明に師事、第一音響に移籍後2002年にラビットムーンオフィスを設立。

## 略歴
元創造学園大学芸術学部客員教授。日本映画・テレビ録音協会会員　 日本シンセサイザープロフェッショナルアーツ会員
ドラマ、バラエティー、ドキュメンタリーとジャンルを問わず活動。
元々ドラマ専門であったが、第一音響に移籍後「夕やけニャンニャン」のアシスタントをするようになりバラエティーの仕事が増えていった。
特にとんねるずとの関係が深くとんねるずのみなさんのおかげです、とんねるずのみなさんのおかげでしたを通じて30年全てに関わった唯一の技術スタッフ。
番組内のパロディーコーナーの曲の音楽制作をほとんど打ち込みにて制作。ハイパーモジモジ君以降のモジモジ君のテーマ（タンクポリスの懲りない面々）のアレンジは本人によるもの。
フジテレビのニュース　FNN Five to 4:00 テーマ曲を制作
フジテレビ緊急速報　（〜2011年）
BS-i(現 BS-TBS) 開局記念特別番組「清流伝説～椎名誠が見つめた命の水の流れ～」サウンドデザイン　作曲等
木梨憲武のライブにも出演（DJ、パーカッション　EWI-5000 三味線　vocoder　など）。
- 木梨憲武個展　映像作品　「Go With The Flow 」サウンドデザイン作曲
- 木梨憲武展　映像作品「のりかるた」サウンドデザイン作曲

2012年第60回民間放送全国大会では大会オープニングのチームラボ映像の作曲、サウンドデザインを担当。
選曲音響効果を担当したドキュメンタリー『WOWOW ノンフィクションW 撮影監督ハリー三村のヒロシマ 〜カラーフィルムに残された復興への祈り〜』では2016年第44回国際エミー賞芸術番組部門と日本民間放送連盟賞最優秀を受賞。

## 主な担当番組
- とんねるずのみなさんのおかげでした（フジテレビ）
- とんねるずのみなさんのおかげです（フジテレビ）
- グータンヌーボ（関西テレビ）音響効果　作曲　編曲
- ドーナツトーク(CBC TBS系）
- 石橋貴明のたいむとんねる（フジテレビ）
- A-Studio（TBS）
- グータンヌーボ2音響効果　作曲　編曲（関西テレビ）
- 芸能人が本気で考えた!ドッキリGP（フジテレビ）
- 木梨目線! 憲sunのHAWAII（BSフジ）
- お笑いオムニバスGP（フジテレビ）
- ザ・細かすぎて伝わらないモノマネ（フジテレビ）
- 修造＆一茂のイミシン（テレビ朝日）
- 大久保佳代子のずたぼろゴルフ（スカパー！）
- ミセススクールクエスト（テレビ朝日）
- きらきらアフロ（テレビ東京）

## ドラマ
- 親戚たち
- 時にはいっしょに
- 男の家庭科
- 立体ドラマ５時間　1987年の大晦日　マニゴン・バゴン・タオン
- 世にも奇妙な物語(1)（最終回（第13回））「通勤電車」「自動振込」「おじいちゃんの恋文」

- 東京ストーリーズ
- 『目を閉じておいでよ』
- 『大災難の街　東京』
- 『ダイナマナイト!』
- 『ボーイミーツガール!!』
- 『When Lili met Gary』
- 恋の熱帯低気圧

- 金曜エンターテイメント のほほん奥様とお気楽弁護士 (音響効果、作曲)
- ～悲しいほどお天気～
- 初恋の殺人者
- わたしの可愛いひと
- 金曜女のドラマスペシャル’‘ミチルとチルチル
- 並木家の人々
- なにわ広告しぐれっ!!
- 紺野さんと遊ぼう
- 不思議少女　加藤うらら

- 天てれドラマ
- ミラクルボイス
- ミラクルシャッター
- ゴルフBOY
- よみきりっ!
- 忍者スピリット

- おねがいかなえてヴェルサイユ
- 業界LOVE STORY～だからテレビはおもしろい～
- 太鼓持ちの達人〜正しい××のほめ方〜
- となりの関くんとるみちゃんの事象
- 四月一日さん家
- ラーメンD 松平國光

## ドキュメンタリー
- ザ・ノンフィクション 「汗と涙のダンボール人生」(国際エミー賞候補にフジテレビからノミネート)

「段ボール拾い逆風人生～汗と涙のリヤカー物語～
「東京行商女人生哀歌」(ギャラクシー選奨)
```
*
ノンフィクションW
 　撮影監督ハリー三村のヒロシマ 〜カラーフィルムに残された復興への祈り〜 （２０１６年第４４回国際エミー賞芸術番組部門と日本民間放送連盟賞最優秀を受賞）
```

- BS-i　開局記念番組「椎名誠の清流伝説」

他多数

## 映画
- 非女子図鑑
- 幽霊ＶＳ宇宙人
- ももいろクローバーＺ ～アイドルの向こう側～

### DVD
- 野猿2000GTRインタークーラー大発表会
- 野猿in横浜アリーナ
- 野猿完全撤収 四時間伝説
- とんねるずのコント
- NORITAKE GUIDE FREE LIVE 2004（DJ）松下俊彦
- NORITAKE GUIDE PEACE LIVE 2005（バンド『ひまわり』のパーカッション、Dj）松下俊彦
- 怨念 -東京魔界地図 選曲、作曲
- 怪奇!心霊写真 〜これが霊界からの写真だ 選曲、作曲
- 子供のためのバレエ入門
- アンガールズ単独ライブ
- 夜桜
- 夜もみじ
- 不思議少女 加藤うらら
- 紺野さんと遊ぼう
- おねがいかなえてヴェルサイユ
- 業界LOVEストーリーだからテレビは面白い

## 過去のバラエティ番組
- 石橋貴明のたいむとんねる（フジテレビ）
- おーくぼんぼん（TBS）
- 田村淳の地上波ではダメ!絶対!（テレビ朝日）
- 旭山動物園日記シリーズ（北海道テレビ）
- たけしが鶴瓶に今年中に話しておきたい5〜6個のこと（TBS）
- キャサリン（関西テレビ）音響効果　作曲　編曲
- GO!オスカル!X21（テレビ朝日）
- 女子アナの罰（TBS）
- おーくぼんぼん（TBS）
- 大久保じゃあナイト（TBS）
- だんくぼ（テレビ朝日）
- とんねるずの本汁でしょう！（フジテレビ）
- オールナイトフジ・リターンズ（フジテレビ）
- daiba:ba（フジテレビ）
- やしがにのウインク（フジテレビ）
- 木梨サイクル（フジテレビ）
- 木梨ガイド・週末の達人（フジテレビ）
- 第四学区（フジテレビ）
- 芸能プロフィール刑事（フジテレビ）
- 爆笑問題のススメ（札幌テレビ）
- 我が家のチャンネルＧ（テレ朝チャンネル）
- 危ないダンディー（BS-TBS）
- 専門チャンネル　専テレgo!go! （日本テレビ）
- Future　tracks → R（テレビ朝日）
- FooDictionary（BS朝日）
- しょこ♥リータ（テレビ東京）
- 溜池Now（GyaO）
- ほぼ1（TOKYO MX）音響効果 MA
- FNS27時間テレビ みんなのうた（2002年・2003年）（フジテレビ）音楽制作を含む
- FNS27時間テレビ

他多数

### イベント
- NORITAKE GUIDE FREE LIVE 2004（DJ）松下俊彦
- NORITAKE GUIDE PEACE LIVE 2005（バンド『ひまわり』のパーカッション、DJ）松下俊彦
- 氣志團万博2019 (DJ）(ギター)　(EWI ウインド・シンセサイザー)松下俊彦
- 木梨の音楽会。(DJ）　(EWI ウインド・シンセサイザー)松下俊彦
- 木梨の大音楽会。フェスってゆ-!!（DJ）　(EWI ウインド・シンセサイザー)松下俊彦
- 第二回 木梨フェス 大音楽会（DJ）三味線　和太鼓 (EWI ウインド・シンセサイザー)松下俊彦
- LIVE UFO KOMEKOME RIDE サウンドデザイン
- 木梨憲武 個展 SCORE サウンドデザイン
- 木梨憲武 個展 GO WITH THE FLOW サウンドデザイン
- 木梨憲武展×20years  上野の森美術館ほか　映像コラボレーション

## YOUTUBE
貴ちゃんねるず(音源協力)
鬼女の館〜とりみょんチャンネル〜 （鳥居みゆき）楽曲エグゼクティブプロデューサー